# Józefów (Zgierz)
Pour les articles homonymes, voir Józefów.
Józefów est une localité polonaise de la gmina et du powiat de Zgierz en voïvodie de Łódź.